# 傅爾曼大學
傅爾曼大學（英語：Furman University），是位於美國南卡羅萊納州格林維爾的私立文理學院。創立於1826年，傅爾曼大學被認為是南卡羅萊納州最古老的私立高等教育機構。它在1992年成為世俗大學，同時以“基督與學習”（Christo et Doctrinae）為座右銘。它在750英畝（304公頃）的校園中招收了來自46個州和54個國家的約2700名本科生和200名研究生。

## 外部連結
- 傅爾曼大學官方網站 （页面存档备份，存于）

34°55′33″N 82°26′8″W / 34.92583°N 82.43556°W